# Aelbert Cuyp
Aelbert Jacobszoon Cuyp (o Albert; /'a:ɫbərt 'ja:kɔpszoˑʷn kœʏ̯p/) (Dordrecht, ottobre 1620 – Dordrecht, 15 novembre 1691) è stato un pittore olandese.

## Biografia

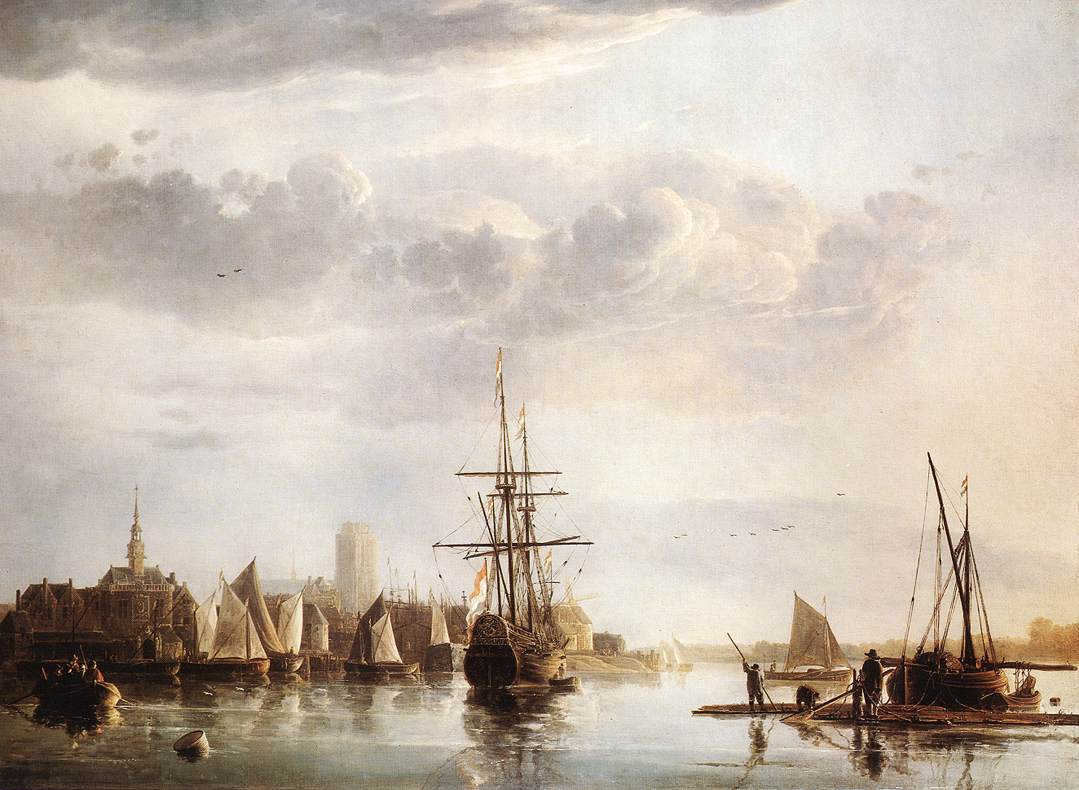
Aelbert Cuyp: Gezicht op Dordrecht (ca. 1660)

Fu l'unico figlio di Jacob Cuyp, anch'egli un pittore di paesaggi. Aelbert Cuyp sviluppò un suo stile personale intorno al 1650. È famoso per aver dipinto paesaggi con figure e animali, temi sacri, storici e mitologici. I suoi paesaggi sono immersi in una luce solare tipica del mediterraneo anche se Cuyp non ci andò mai.

## Stile
La pittura di Aelbert Cuyp fu influenzata da Salomon van Ruysdael, Jan van Goyen, dal quale derivò le tonalità basse, le tinte forti e la struttura dei cieli, Jan Both e Claude Lorrain. La maggior parte delle sue opere non sono datate.

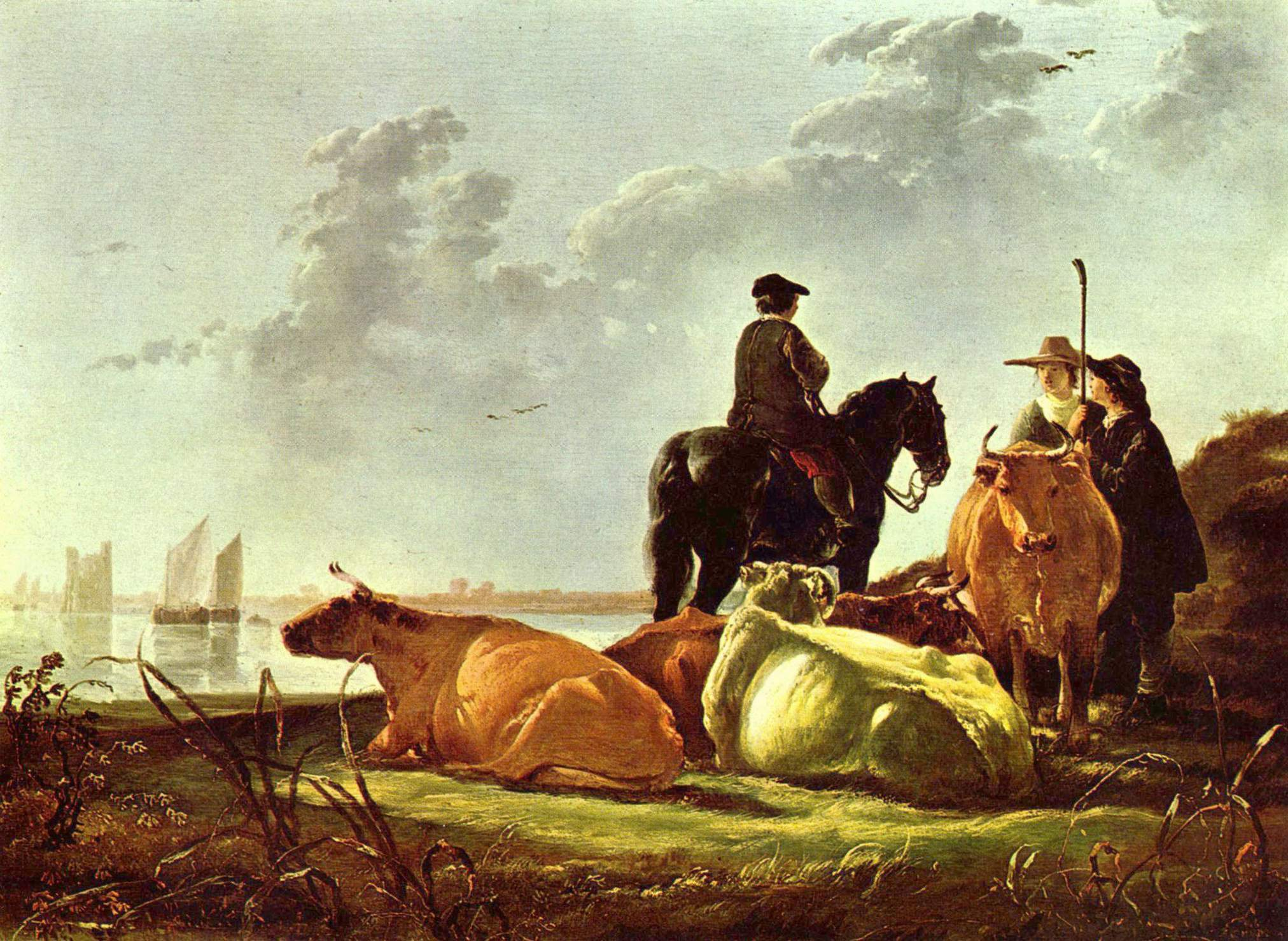
Vee op een weide, National Gallery

Aelbert Cuyp Paesaggio con conigli, Musei di Strada Nuova

## Opere
- Zonsondergang na regen, 1648-1652
- Zee bij maanlicht, circa 1648
- Zonsondergang over de rivier, 1650
- Landschap met een weg aan de rand van een bos, 1642-1644
- Paesaggio con conigli,  circa 1641-1642
- Gezicht op Schraven-Deel, circa 1645
- Landschap bij Rhenen, circa 1650-1655
- Jonge herders met koeien, circa 1650